# Nokia 8210
Nokia 8210 a fost anunțat în octombrie 1999 care a fost unul dintre cele mai mici și mai ușoare telefoane de timpul său.
Ecranul poate afișa până la 5 linii pentru text, numere și grafică.
Telefonul suportă SMS (Short Message Service) cu introducerea predictivă a textului, cu suport pentru principalele limbi europene. Mesajele pot avea până la 160 de caractere și este compatibil cu mesaje ilustrate.
Telefonul mobil a început să devină articol de modă, capace frontale schimbabile au fost evidențiate în anul 2000 cu filmul Îngerii lui Charlie. Fiecare dintre îngeri avea propriul Nokia 8210 personalizat: Cameron Diaz a avut culoarea albă, în timp ce Drew Barrymore și Lucy Liu au optat pentru roșu și negru.
8210 a apărut în filmele Accidental Spy, About a Boy, Cats and Dogs, Football Factory și Domestic Disturbance.
Memoria telefonului poate stoca până la 250 de nume și calendarul poate stoca până la 50 de note.
Portul infraroșu asigură comunicația fără fir între telefon și PC compatibil sau imprimantă fără a fi necesar un echipament suplimentar.
Bateria de 650 miliamperi oferă până la 3 ore și 20 de minute de convorbire și până la 150 de ore în stand-by.